# Masato Uchishiba
Masato Uchishiba (内柴 正人, Uchishiba Masato; Koshi, 17 juni 1978) is een voormalig judoka uit Japan, die tweemaal op rij de olympische titel won in het halflichtgewicht (– 66 kg): 2004 (Athene) en 2008 (Peking).
Na zijn actieve loopbaan stapte Uchishiba het trainersvak in. In februari 2013 werd hij beschuldigd van het verkrachten van een van zijn leerlingen. Hoewel Uchishiba beweerde dat de seks met wederzijdse instemming had plaatsgevonden, werd hij veroordeeld tot een gevangenisstraf van vijf jaar.

## Erelijst

### Olympische Spelen
- 2004 –  Athene (– 66 kg)
- 2008 –  Peking (– 66 kg)

### Wereldkampioenschappen
- 2005 –  Cairo (– 66 kg)

### Aziatische Spelen
- 2002 –  Busan (– 60 kg)

1980: Nikolaj Solodoechin ·
1984: Yoshiyuki Matsuoka ·
1988: Lee Kyung-keun ·
1992: Rogério Sampaio ·
1996: Udo Quellmalz ·
2000: Hüseyin Özkan ·
2004: Masato Uchishiba ·
2008: Masato Uchishiba · 
2012: Lasja Sjavdatoeasjvili · 
2016: Fabio Basile · 
2020: Hifumi Abe · 
2024: Hifumi Abe